# Clebung
Clebung is een bestuurslaag in het regentschap Bojonegoro van de provincie Oost-Java, Indonesië. Clebung telt 2121 inwoners (volkstelling 2010).